# Csorvás
Csorvás (szlovákul: Čorváš, románul: Ciorvaş) város Békés vármegye Békéscsabai járásában.

## Fekvése
Magyarország délkeleti részén, a Tisza-Körös-Maros közötti területen, a Békés-Csanádi löszhát északkeleti, a Békési-sík délnyugati határán, Békés vármegye nyugati felén található, Békéscsabától 22, Orosházától 16 kilométerre.
Szomszédai észak felől Kondoros, északkelet felől Kétsoprony, kelet felől Telekgerendás, dél felől Gerendás, délnyugat felől Orosháza, északnyugat felől pedig Nagyszénás, illetve Orosháza Kiscsákó nevű, exklávé jellegű külterületi városrésze.

### Megközelítése
Belterületén végighúzódik a 47-es főút, így Debrecen-Békéscsaba, illetve Szeged-Orosháza felől is ez a legkézenfekvőbb megközelítési útvonala. Kondoros felől a 4409-es, Gerendás felől a 4431-es úton érhető el a település; közigazgatási területének északi szélét érinti még a 4642-es út is.
Vonattal a MÁV 135-ös számú Szeged–Békéscsaba-vasútvonalán érhető el, amelynek egy megállási pontja van itt. Csorvás vasútállomás az Orosházi tanyák megállóhely és a Csorvás alsó megállóhelyek között található, a település belterületének déli szélén, közúti elérését a 4431-es út biztosítja. (Csorvás alsó megállóhely elnevezése megtévesztő, mert nem a település területén található, hanem attól jó fél kilométerre keletre, Gerendás és Telekgerendás határán.)

## Története
A város területén településnyomok az újkőkorszaktól kezdve találhatók. Ásatások eredményei alapján állítható, hogy az 1150-es években „templomos falu” volt. Az Árpád-kori és az erre épült középkori templomot 1997-ben tárták fel a régészek. 
Csorvás első írásos említése az 1456-os évre tehető, amikor V. László a területet Hunyadi Jánosnak adományozta. Ekkor mint Szentetornyához tartozó pusztát említik.
1458-tól a gerlai Ábrahámffyak birtoka volt 1595-ig, a török pusztításig. 1471-ben Csorvás újra előfordul, mint falu. Az említés szerint midőn a budai várban lévő szűz Mária templomának prépostja a szenttornyai birtokba bevezettetett, mint tanú és szomszéd jelen volt a csorvási bíró Elekes György.
1556-ban 26 kapu után szedtek adót lakosaitól. Ez évben 2 földesúrnak, Ábrahámfy Boldizsárnak és Pejkes Péternek 8 kapuszámra becsült jobbágyai oly szegények voltak, hogy nem tudták az adót megfizetni. 1563-ban 57 családot számoltak össze a faluban, úgy hogy mintegy 285 emberre volt tehető a népessége. Ez adatnak megfelelt a török defter, mely 1557-58-ban 30 házat jegyzett föl Csorváson.
A török uralom első szakában még régiós szinten népes község maradt Csorvás. A jobbágyok közt ez évben is előkerültek a Bakó, Bereczky, Juhos, Kondorosy, Pogány és Vasky nevűek, azaz a régi családok nem változtak.
1580-on túl Csorvásnak semmi nyoma. A török-tatár csapatok felégették a falut, s az hosszú időre lakatlan pusztává vált. Templomának tégláit pedig széthordták a környező lakosok.
A törökök kiverése után a területet báró Harruckern János György kapta meg, aki bérbeadás útján hasznosította. 
Leghosszabb ideig Gyula városa bérelte, így főleg az ő jobbágyai telepítették be a pusztát.
1857. december 3-ától önálló adózó település, postával (1858), vasútállomással (1871), intézményhálózattal, iskolarendszerrel. Ebben az időben alakult ki a település utcáinak sakktáblaszerű rendszere, amely a mai napig jellemző Csorvásra. A települést hat vallásfelekezet és három nemzetiség lakta (magyar, szlovák, román). A holokauszt a csorvási zsidó közösséget is elpusztította: a 45 csorvási zsidó közül 37-en váltak áldozattá. 
A 19. század végétől 1950-ig, majd 1970-től ismét nagyközség. 2005. július 1-jétől város

## Közélete

### Polgármesterei
| Polgármester | Polgármester      | Polgármester                | Megjegyzés |
| ------------ | ----------------- | --------------------------- | ---------- |
| 1990–1994    | Szilágyi Menyhért | Csorvásiak Baráti Társasága |            |
| 1994–1998    | Szilágyi Menyhért | független                   |            |
| 1998–2002    | Szilágyi Menyhért | független                   |            |
| 2002–2006    | Szilágyi Menyhért | független                   |            |
| 2006–2010    | Szilágyi Menyhért | független                   |            |
| 2010–2014    | Szilágyi Menyhért | független                   |            |
| 2014–2019    | Baráth Lajos      | független                   |            |
| 2019–2024    | Baráth Lajos      | független                   |            |
| 2024–        | Baráth Lajos      | független                   |            |

## Népesség
A település népességének változása:
| Lakosok száma | 4962 | 4920 | 4652 | 4566 | 4432 | 4441 | 4369 |
|               | 2013 | 2014 | 2019 | 2021 | 2022 | 2023 | 2024 |

2001-ben a település lakosságának 99%-a magyar, 1%-a egyéb (főleg cigány, szlovák és román) nemzetiségűnek vallotta magát.
A 2011-es népszámlálás során a lakosok 88,7%-a magyarnak, 0,6% cigánynak, 0,4% németnek, 0,3% románnak, 1,2% szlováknak mondta magát (11,2% nem nyilatkozott; a kettős identitások miatt a végösszeg nagyobb lehet 100%-nál). A vallási megoszlás a következő volt: római katolikus 22,9%, református 4,4%, evangélikus 7,5%, felekezeten kívüli 44% (20,3% nem nyilatkozott).
2022-ben a lakosság 92,3%-a vallotta magát magyarnak, 1,5% szlováknak, 0,5% cigánynak, 0,3% németnek, 0,2% lengyelnek, 0,2% ukránnak, 0,1% románnak, 0,1% ruszinnak, 2,3% egyéb, nem hazai nemzetiségűnek (7,7% nem nyilatkozott; a kettős identitások miatt a végösszeg nagyobb lehet 100%-nál). Vallásuk szerint 17,1% volt római katolikus, 5,7% evangélikus, 4,1% református, 0,5% egyéb katolikus, 0,4% egyéb keresztény, 0,2% görög katolikus, 36,5% felekezeten kívüli (35,4% nem válaszolt).

## Nevezetességei
- Evangélikus templom, főtér
- Katolikus templom, főtér
- Református templom, főtér
- Második világháborús emlékmű, főtér
- Trianoni emlékmű
- Holokauszt-emlékmű, zsidó temető
- Wenckheim Rudolf kastélya
- Wenckheim Sándor kastélya (1977-ben felrobbantották, csak a kiskastély látható)

## Csorvás díszpolgárai (2007)
- Páter Szőke János (1927–) szalézi Don Bosco szerzetes, püspöki helynök
- Zalai György (1915–2006) politikus, köz-, helytörténeti-író
- Gulyás Mihály (1904–1996) kántortanító, iskolaigazgató, karnagy
- Fehér Dezső (1922–2020) a magyar lóversenysport neves szervezője
- Molnár András (1939–2003), háziorvos
- Kelemen Mihály (2024-)

## Híres csorvásiak
- Láng Károly (1877. január 10. – Kőbánya, 1938. június 8.) gépészmérnök, műegyetemi tanár
- Voit Ervin (1882. február 27. – 1932. szeptember 18.) pedagógus, festőművész, Bartók Béla unokatestvére
- Sántha Lajos dr. (1915. július 13. – 1992. június 21.) olimpiai bronzérmes tornász
- Fehér Dezső (1922. július 15. – 2020. december 18.) gránit-diplomás állatorvos doktor, 1988-tól az állatorvos-tudományok kandidátusa, az állatgenetika és a nemesítés doktora
- Miszlay István (1930. november. 18. – 2005. november. 14.) Jászai Mari-díjas magyar rendező, színházigazgató, színházalapító, érdemes művész. A Gyulai Várjátékok egyik alapítója.
- Gulyás Pál (1939. március 2. –) hidrobiológus, ökológus, a Vízgazdálkodási tudományos Kutató Központ osztályvezetője, 1988-ban megosztott Állami-díjat kapott
- Hunyadkürti István (1946. augusztus 13. –) Jászai Mari-díjas magyar színész
- Hunyadkürti György (1951. április 16. –) Jászai Mari-díjas magyar színész, érdemes művész, a kaposvári Csiky Gergely Színház örökös tagja
- Miklya Zsolt (1960. október 22. –) Quasimodo-emlékdíjas, HUBBY-díjas költő, pedagógus, szerkesztő, gyermek- és ifjúsági irodalmi szakember
- Szombati Dávid János (1985. augusztus. 12. – ) képzőművész. Keramikusnak tanult, de a figyelmet a festményeivel és grafikáival hívta fel magára. Jelenleg is aktív alkotó.[17]

## Testvértelepülései
- Uzon, Románia
- Diószeg, Szlovákia
- Felsőhegy, Szerbia (Vajdaság Autonóm Tartomány)

## Képek

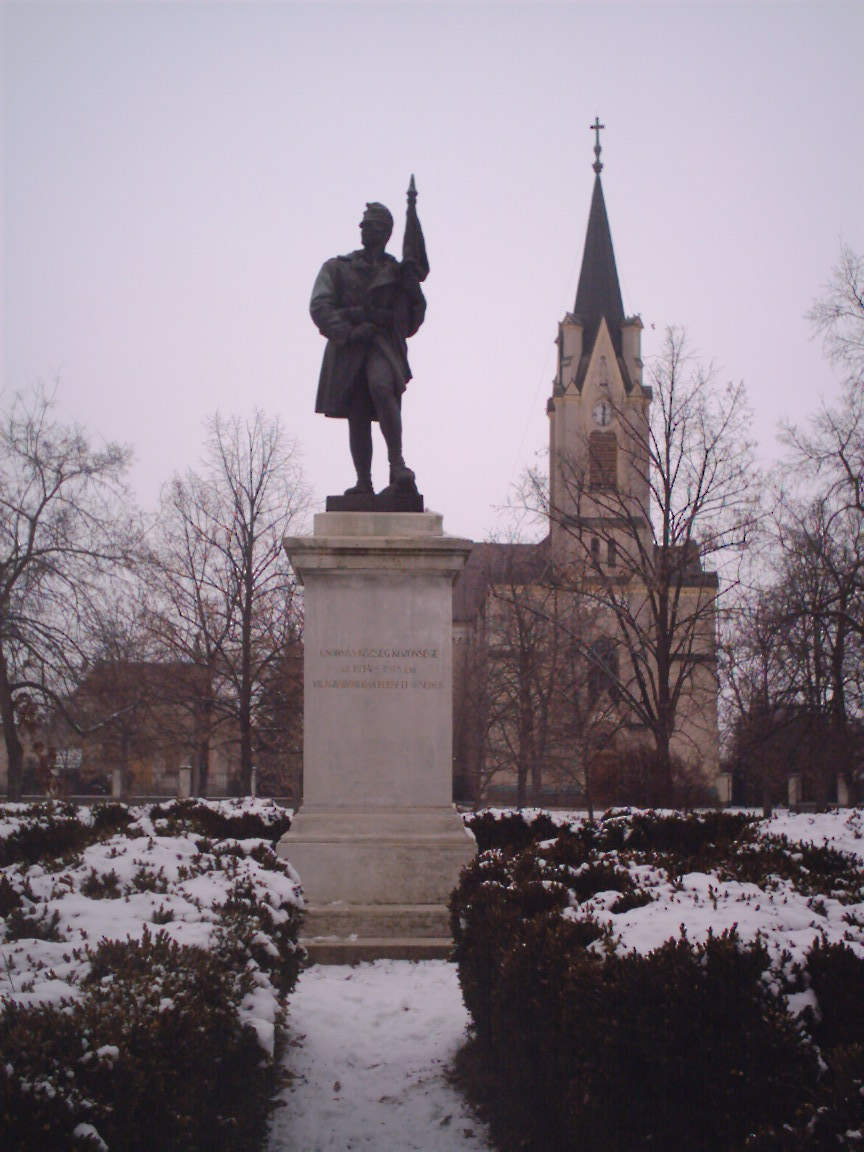
Első világháborús emlékmű
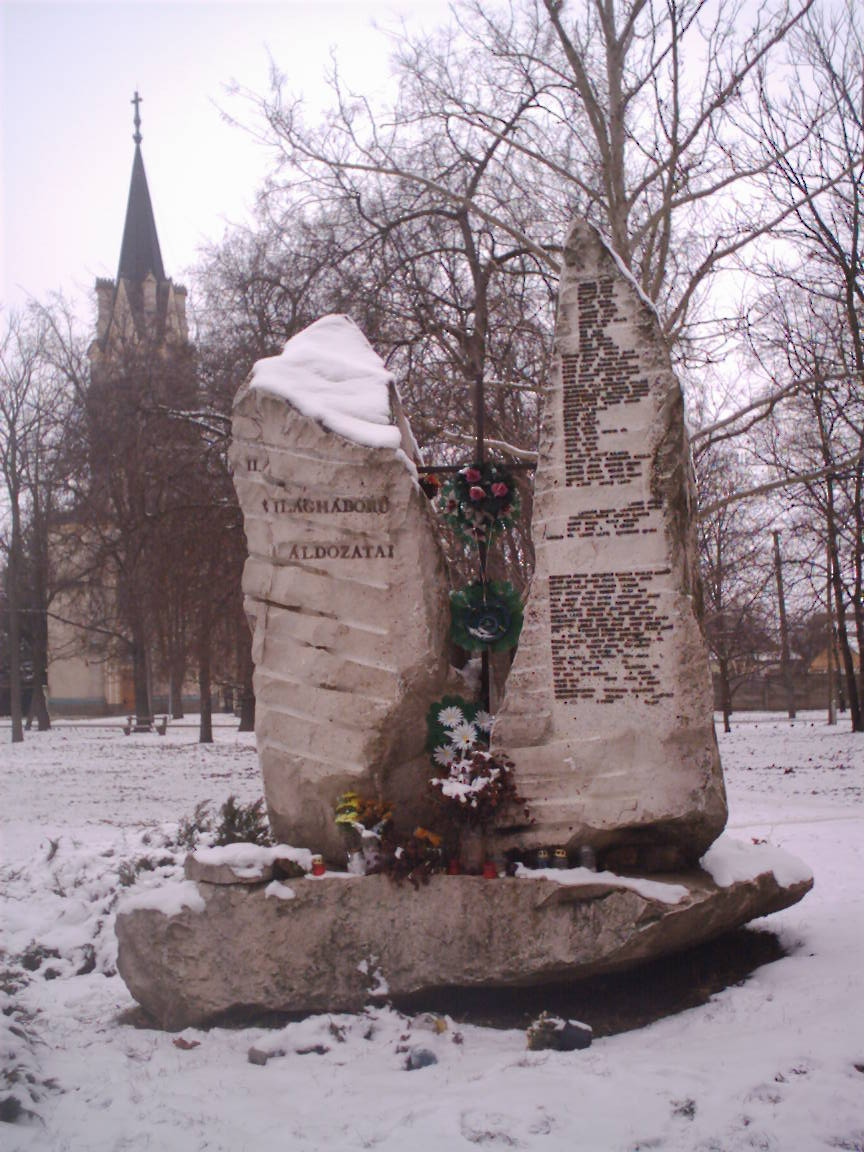
Második világháborús emlékmű
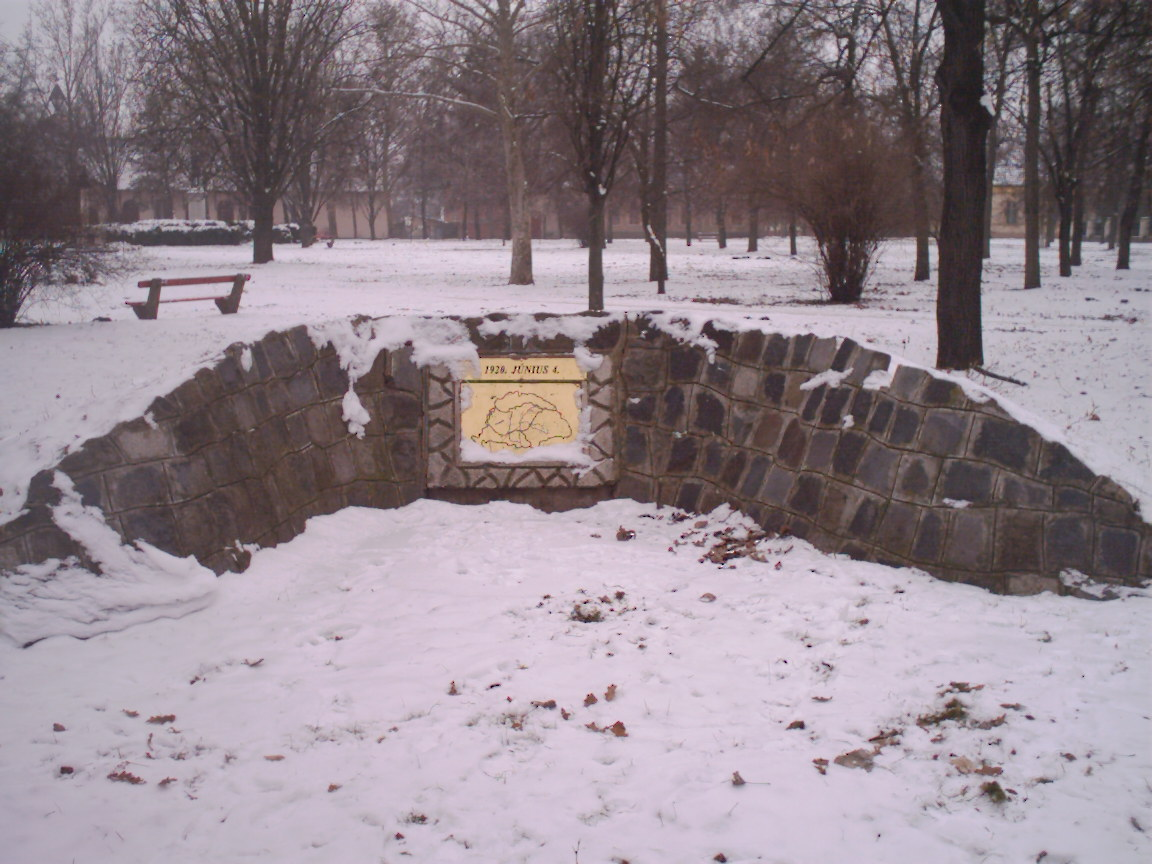
Trianon-emlékmű
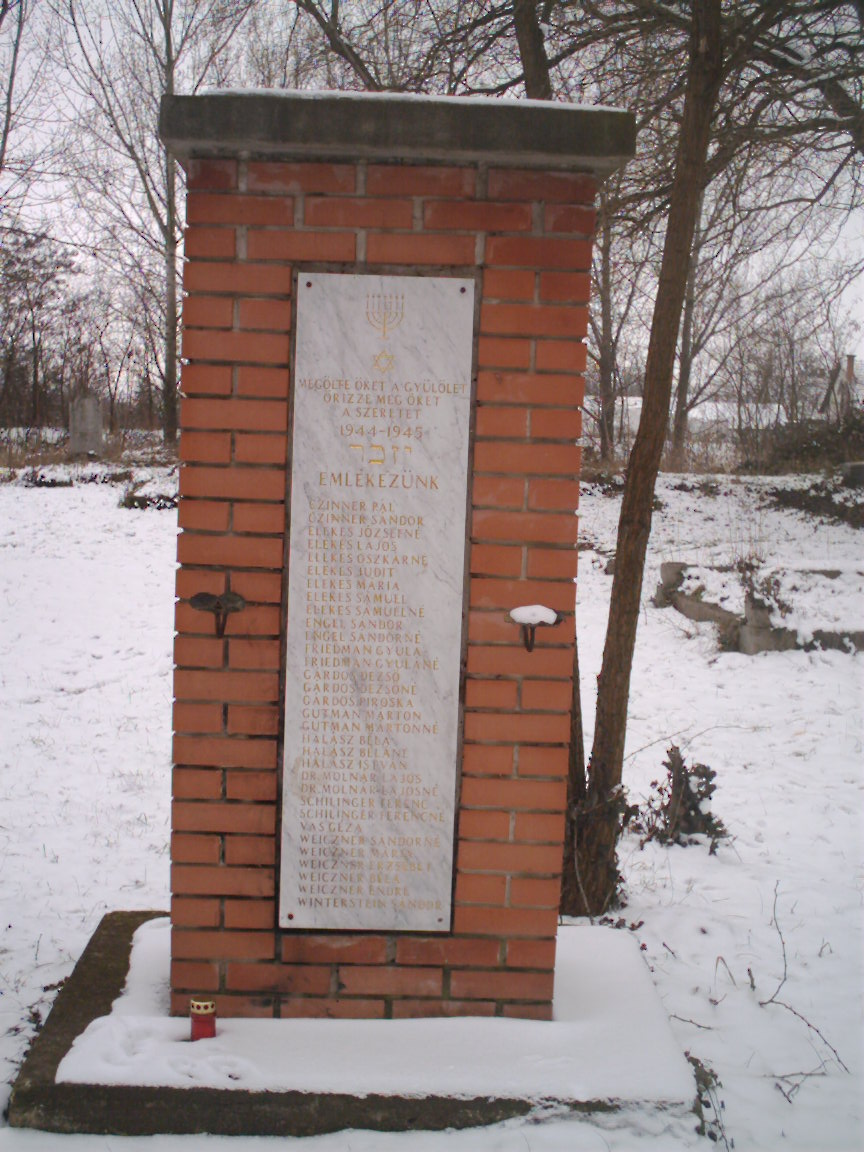
Holokauszt-emlékmű
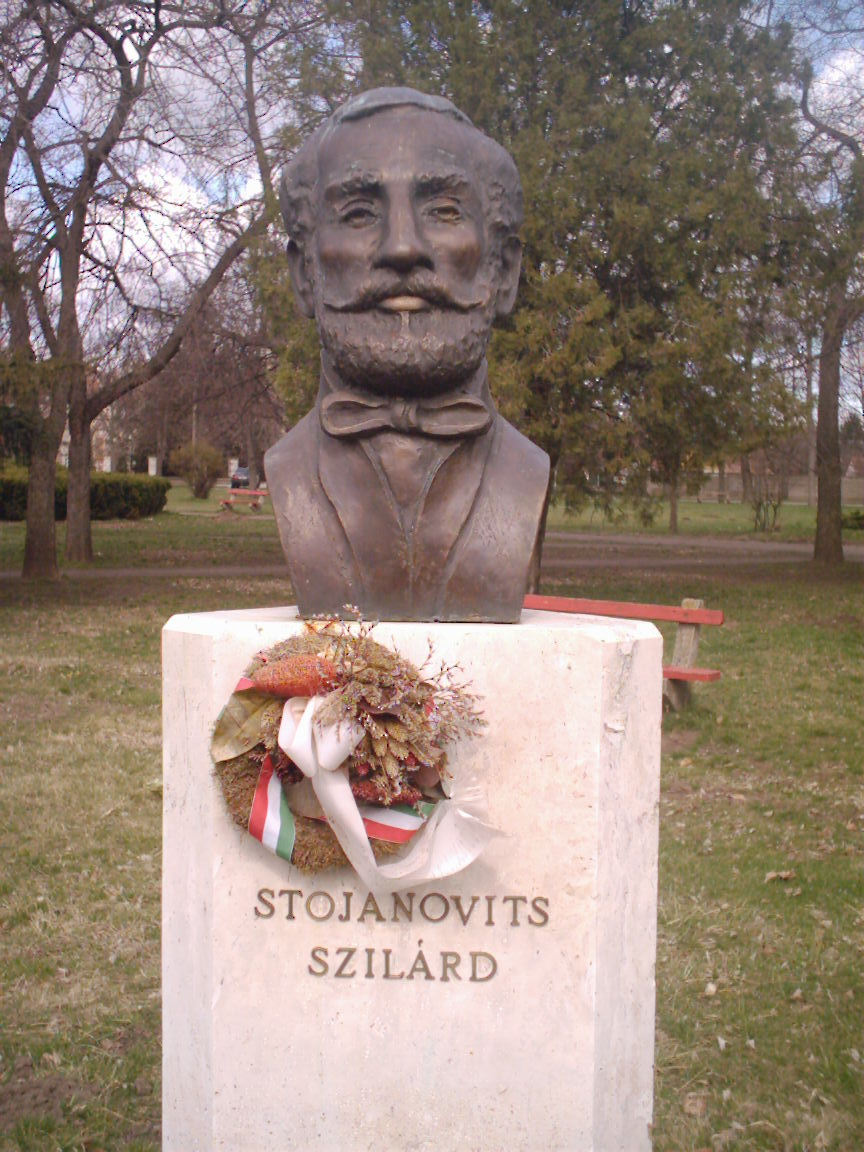
Stojanovits Szilárd szobra
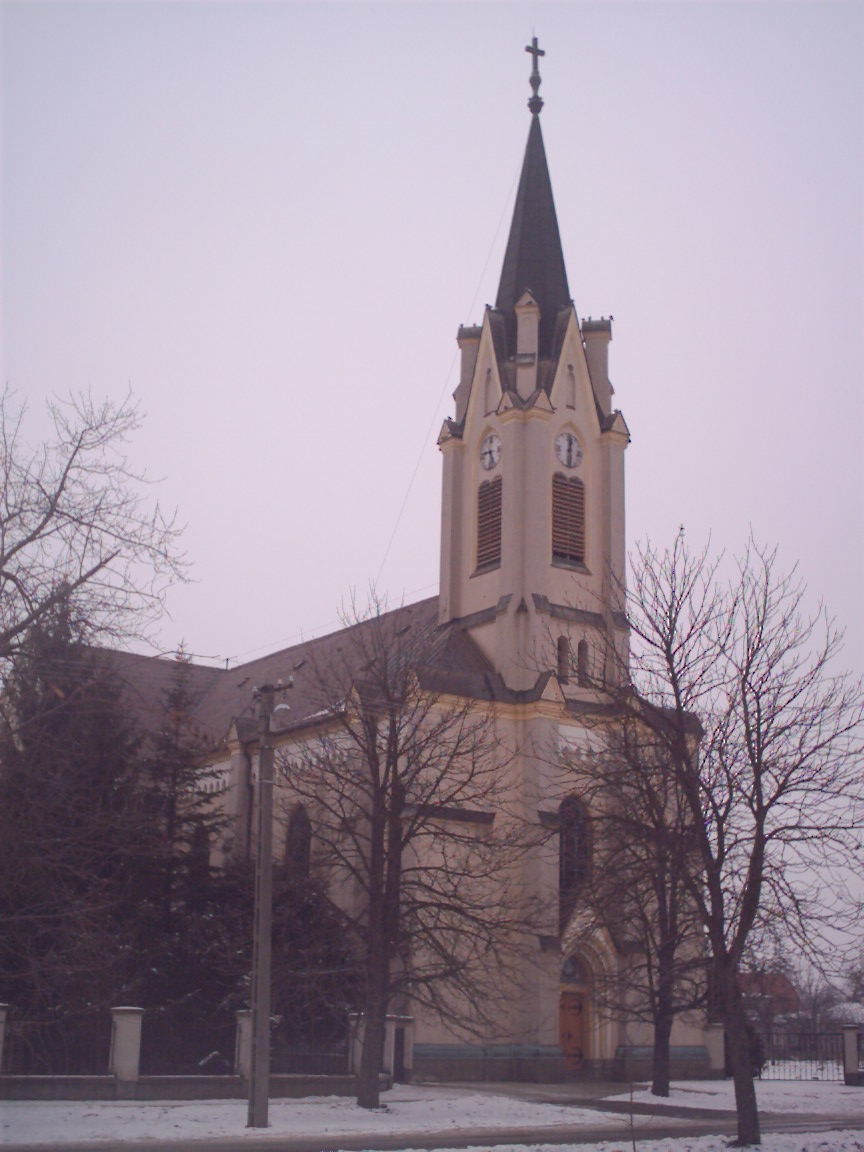
Római katolikus templom
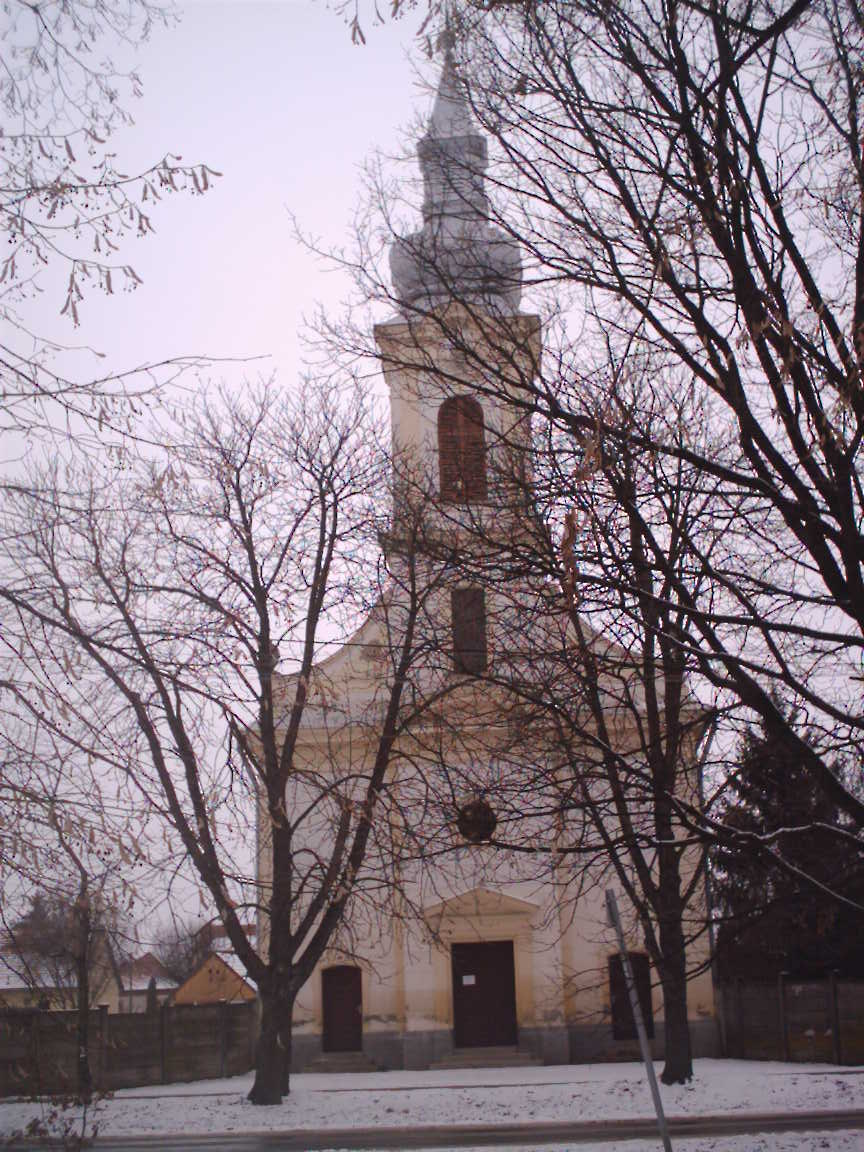
Református templom
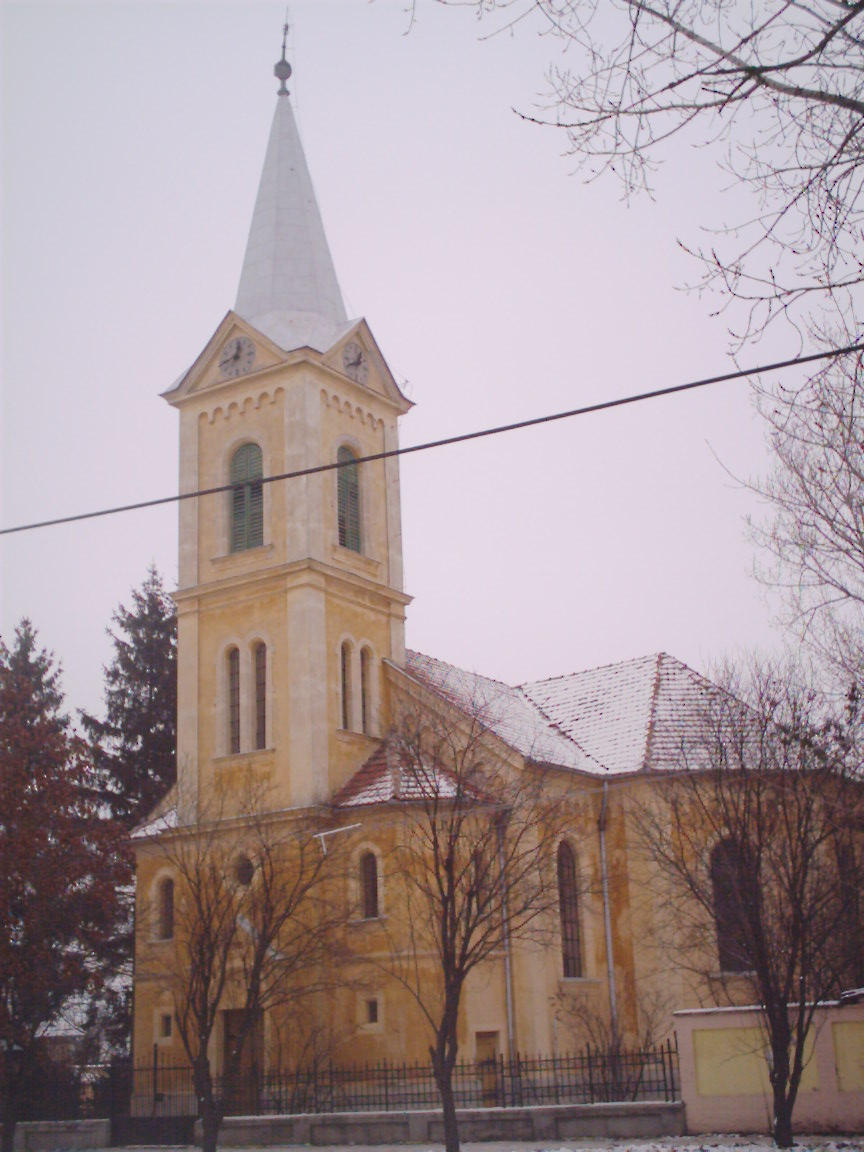
Evangélikus templom